# Tommy i Tuppence Beresford
Tommy i Tuppence Beresford, właściwie Thomas Beresford (ur. w 1894 roku) i Prudence Cowley-Beresford (ur. około 1900 roku) – para detektywów-amatorów, bohaterowie kryminałów Agathy Christie. 
Tommy i Tuppence, przyjaciele z dzieciństwa, zakochują się w sobie w pierwszej powieści ("Tajemniczy przeciwnik" z 1922 roku), biorą ślub i mają trójkę dzieci (bliźnięta Deborę i Dereka i adoptowaną córkę Betty). Tuppence, piąta córka archidiakona, to impulsywna, energiczna, atrakcyjna kobieta z bardzo bujną wyobraźnią. Tommy, rudowłosy brzydal, jest pozbawiony wyobraźni, mocniej stąpa po ziemi, "nie jest bystry, ale trudno znieczulić go na fakty", jak mówi o nim jeden z wrogów. W duecie są niepokonani, z humorem i odwagą rozwiązują zarówno banalne zagadki kryminalne, jak i uczestniczą w ważnych dla losów świata rozgrywkach politycznych, współpracując ze Scotland Yardem i wywiadem (zlecenia daje im bezpośrednio pan Carter, szef British Intelligence). W przeciwieństwie do nieokreślonych wiekiem Herkulesa Poirota i panny Jane Marple, Tommy i Tuppence starzeją się w kolejnych powieściach – poznajemy ich tuż po dwudziestce, żegnamy jako siedemdziesięciolatków. Ich wiernym sprzymierzeńcem jest Albert Batt, którego poznają jako kilkunastoletniego chłopca-windziarza. Z czasem "wierny Albert" zostaje ich służącym i asystentem. Albert zakłada rodzinę, a w ostatniej powieści z Beresfordami ("Tajemnica Wawrzynów" z 1973 roku) jest wdowcem. 
Książka, w której po raz pierwszy pojawiają się Tommy i Tuppence, "Tajemniczy przeciwnik" była drugą z kolei (po "Tajemniczej historii w Styles") powieścią Agathy Christie, zaś ostatnia książka o Beresfordach, "Tajemnica Wawrzynów", ostatnią powieścią napisaną przez pisarkę. Agatha Christie bardzo lubiła postaci Tommy'ego i Tuppence, pisała o nich ciepło w swojej autobiografii.

## Książki z ich udziałem
- Tajemniczy przeciwnik – 1922
- Śledztwo na cztery ręce – 1929
- N czy M? – 1941
- Dom nad kanałem – 1968
- Tajemnica Wawrzynów – 1973